# Albrecht Wendhausen
Albrecht Wendhausen (* 31. August 1880 in Rostock; † 1. Mai 1945 in Spotendorf) war ein deutscher Verwaltungsjurist, Landwirt und Reichstagsabgeordneter in Mecklenburg.

## Leben
Wendhausen war ein Sohn von Albrecht (Carl Friedrich Wilhelm) Wendhausen (* 2. Oktober 1839 in Rostock; † 14. April 1897 in Rostock), Landgerichtsdirektor und Konsistorialdirektor in Rostock sowie Vizekanzler der Universität Rostock. Er besuchte Gymnasien in Rostock, Putbus und Neubrandenburg. Nach dem Abitur studierte er an der Universität Rostock, der Ludwig-Maximilians-Universität München und der Ruprecht-Karls-Universität Heidelberg Rechtswissenschaft. 1901 im Corps Vandalia Heidelberg recipiert, zeichnete er sich als Consenior und Senior aus. Er bestand 1906 das Referendarexamen und diente 1906/07 als Einjährig-Freiwilliger. 1907 wurde er in Heidelberg zum Dr. iur. promoviert. 1911 bestand er das Examen zum Assessor. Es folgte eine Tätigkeit als Verwaltungsbeamter im Großherzogtum Mecklenburg-Schwerin, in Schwerin, Güstrow, Bad Doberan und Rostock. Er nahm am Ersten Weltkrieg teil und schied als Rittmeister der Reserve aus dem Militärdienst aus. In Bern wurde er 1918/19 in der Deutschen Gesandtschaft beschäftigt. Nach der Novemberrevolution quittierte er den Staatsdienst. Er nahm am Kapp-Putsch teil und übernahm den Posten eines Regierungskommissars im Freistaat (Republik) Mecklenburg-Schwerin. Nach der Niederschlagung der Revolte flüchtete er nach Oberbayern, wo er sich bis 1922 als Bauer betätigte. In jenem Jahr übernahm er das Familiengut Spotendorf bei Laage. Der Landbund des Landes Mecklenburg wählte ihn 1925 zu seinem Vorsitzenden. Von Mai 1928 bis September 1930 nahm er ein Mandat für die Christlich-Nationale Bauern- und Landvolkpartei im Reichstag (Weimarer Republik) wahr. Anschließend wurde er nochmals für die Landvolkpartei bis zum Juli 1932 in den Reichstag gewählt, wobei er ein Gastmandat der NSDAP annahm. Am 1. Mai 1945 wurde er in Spotendorf von Russen erschossen.